# Colmarer Komplott-Prozess
Der Colmarer Komplott-Prozess wurde nach der elsässischen Stadt Colmar benannt, in welcher der Prozess im Jahre 1928 stattfand, sowie nach dem Anklageschwerpunkt. Verschiedentlich wird der Prozess auch als Colmarer Autonomisten-Prozess bezeichnet. Dies geht darauf zurück, dass die Mehrzahl der Angeklagten zu jenem Zeitpunkt – zumindest öffentlich – für eine Autonomie des Elsass, also eine größere Selbstverwaltung des Elsass innerhalb der Französischen Republik, eintrat. Dagegen wurden von Seiten der französischen Administration die Bestrebungen nach politischer und sprachlicher Autonomie für das Elsass häufig mit Separatismus gleichgestellt, also mit dem Wunsch nach Loslösung von Frankreich und dem angeblichen Ziel einer Eingliederung in das Deutsche Reich bzw. in die Weimarer Republik.

## Vorgeschichte
Von Ende November 1927 bis März 1928 erfolgte, begleitet von zahlreichen Hausdurchsuchungen, die Verhaftung von zunächst rund 24 Personen aus dem Umfeld des 1926 gegründeten Elsaß-lothringischen Heimatbundes und der 1927 gebildeten Unabhängigen Landespartei für Elsaß-Lothringen, beides Vereinigungen mit stark „autonomistischem“ Profil. Die Verhafteten standen entsprechend vielfach mit Zeitschriften und Zeitungen mit „autonomistischer“ Färbung in Verbindung, die zur gleichen Zeit von den Behörden verboten wurden.
Noch aus der Untersuchungshaft heraus bewarben sich Joseph Rossé, Eugen Ricklin, Paul Schall, René Hauss und Karl Baumann um ein Mandat in der französischen Abgeordnetenkammer. Im ersten Wahlgang am 22. April 1928 erhielten Ricklin, Rossé und Hauss so viele Wahlstimmen, dass sie in die zweite Wahlrunde am 29. April, die Stichwahl, einzogen. Ricklin wie Rossé wurden dann am 29. April 1928 in die Kammer gewählt.

## Der Prozess in Colmar

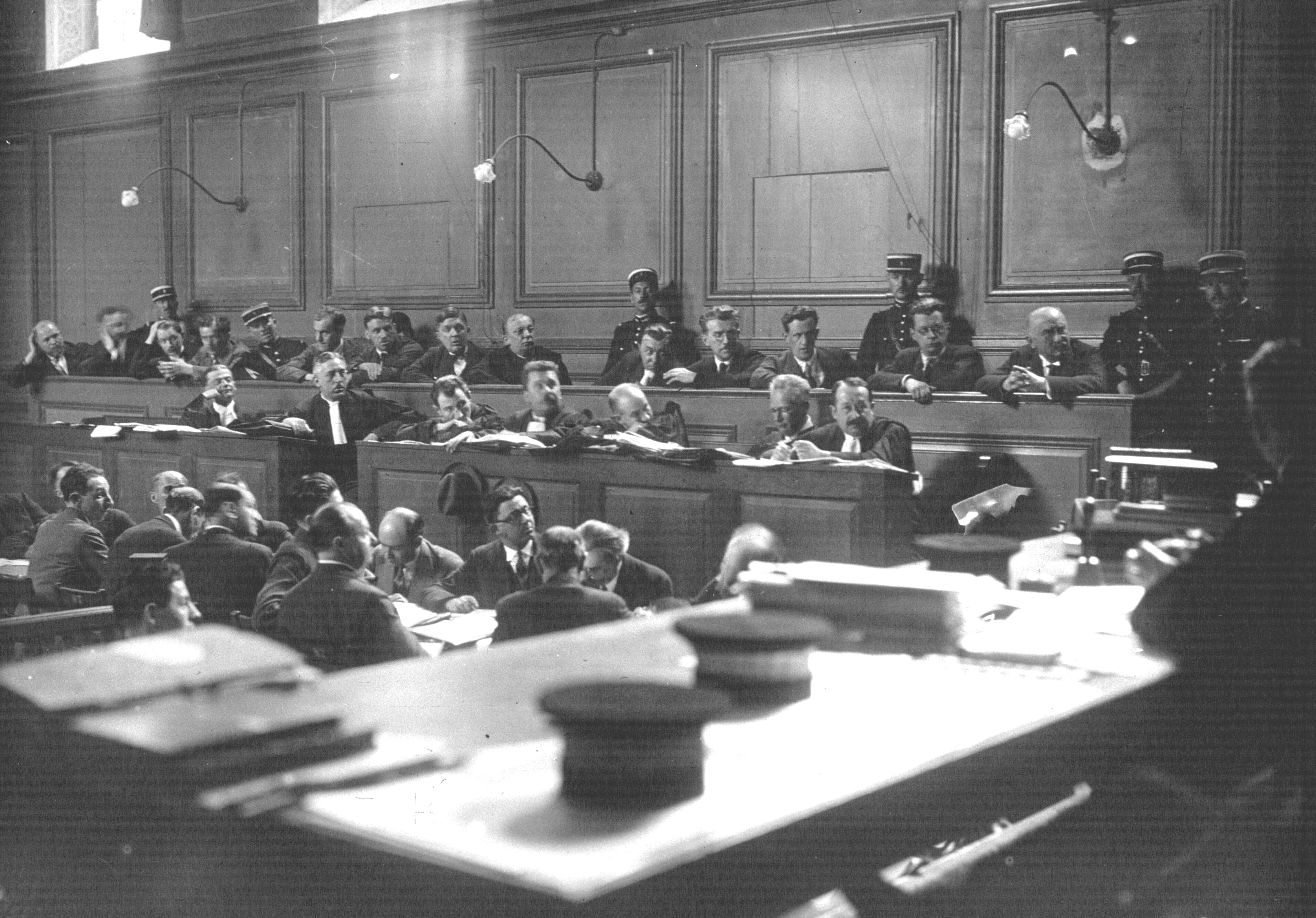
Colmarer Hauptprozess Mai 1928: Im Hintergrund die beiden Bänke mit den Verteidigern, vorne, und den Angeklagten, dahinter.

### Hauptprozess
Die Gerichtsverhandlung im Colmarer Schwurgericht begann am 1. Mai 1928 mit 15 Angeklagten. Neun Verhaftete hatte die Justiz vor dem Prozess ohne Anklage aus der Untersuchungshaft entlassen: Karl Conrad, Hertling, North, Lobstein, Roesch, Weber, Karl Fix, Thomann und Schneider.
Die 15 Angeklagten bei Prozessbeginn am 1. Mai waren:

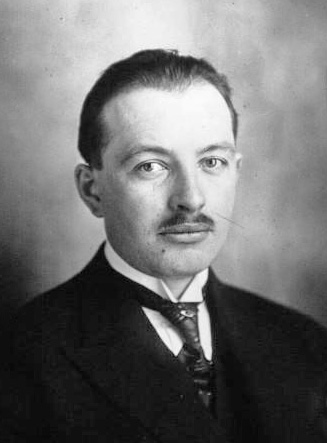
Angeklagt: Marcel Stürmel (1919)

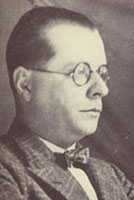
Angeklagt: Paul Schall

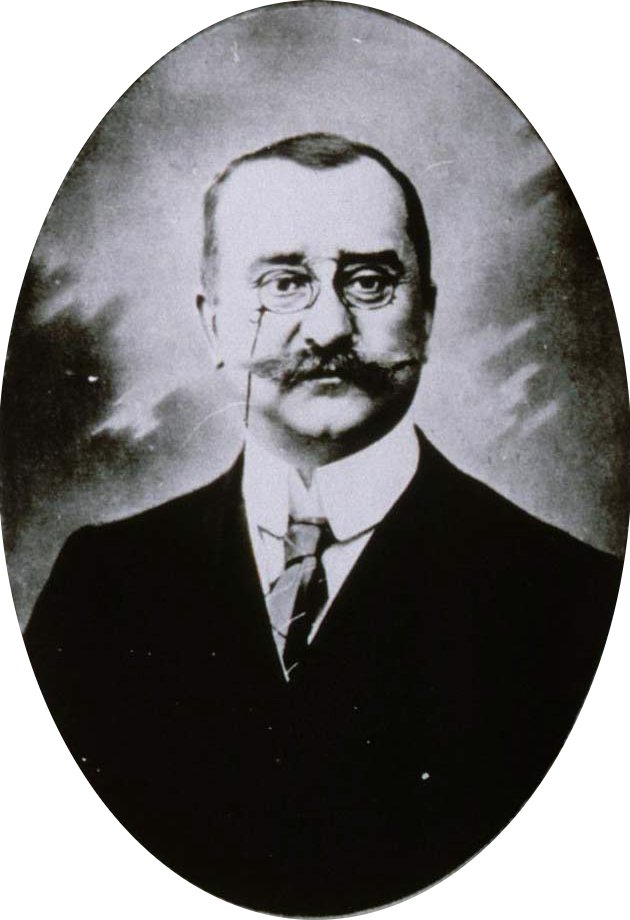
Angeklagt: Eugen Ricklin (um 1915)

- Karl Baumann, 32 Jahre alt, Chefredakteur der „Wahrheit“
- Joseph Fashauer, 47 Jahre alt, ehemals katholischer Priester, Mitbegründer des Elsaß-Lothringischen Heimatbundes und der „Volksstimme“, früherer Chefredakteur der „Volksstimme“ und des „Elsässer Kurier“
- Agnes Fashauer-Eggemann, 32 Jahre, Botin von Geldern aus der Schweiz für die Gründung der „Volksstimme“
- René Hauss, 32 Jahre, Buchdrucker, Mitbegründer des Elsaß-Lothringischen Heimatbundes
- Charles-Philippe Heil, 47 Jahre, ehemals evangelischer Pfarrer, Elsass-Korrespondent der „Frankfurter Zeitung“, Mitbegründer des Heimatbundes und von „Das Neue Elsass“
- Joseph Kohler, 37 Jahre, Mitarbeiter bei der „Wahrheit“
- Henri Reisacher, 43 Jahre, Konditor
- Eugen Ricklin, 65 Jahre, Arzt, Mitbegründer des Heimatbundes und der „Volksstimme“
- Joseph Rossé, 35 Jahre, Chefredakteur des „Elsässer Kurier“, Mitbegründer des Heimatbundes und der Volksstimme
- Paul Schall, 29 Jahre, Journalist, Chefredakteur der Zukunft, Mitbegründer des Heimatbundes
- René Schlegel, 34 Jahre, Chefredakteur der satirischen Zeitschrift Schliffstan
- Friedrich Schweitzer, 29 Jahre, Geometer
- Henri Solveen, 37 Jahre, Kunstmaler, Schriftsteller, Herausgeber der Zeitschrift „Der Eiserne Mann“ und des „Elsass-Lothringischen Heimatkalenders“
- Marcel Stürmel, 28 Jahre, Mitbegründer des Heimatbundes, Journalist bei Alsatia, einem Pressekonzern
- Eugen Würtz, 36 Jahre, Leiter der Colportage evangélique, Mitbegründer der „Zukunft“

Die Angeklagten wurden von den Anwälten Berthon (Paris), Jaegle (Straßburg), Fourrier (Paris), Klein (Straßburg), Palmieri (Ajaccio), Thomas (Saargemünd) und Peter (Straßburg) sowie Feillet (Bretagne) verteidigt.
Elf der 15 Angeklagten wurden bei der Urteilsverkündung am 24. Mai 1928 freigesprochen. Die vier Angeklagten Fashauer, Ricklin, Rossé und Schall wurden zu jeweils einem Jahr Gefängnis und fünf Jahren „Aufenthaltsverbot“ wegen Planung eines Komplottes verurteilt, allerdings bereits im nachfolgenden Juli aufgrund einer Amnestie freigelassen.

### Abgetrennte Verhandlungen in Colmar 1928
Die Angeklagten Baumann und Kohler wurden in einem weiteren Gerichtsprozess direkt im Anschluss an das Colmarer Hauptverfahren am 8. Juni zunächst wegen Spionage zu acht Monaten Haft verurteilt, danach in einem Berufungsverfahren vor dem Appellationsgericht in Colmar am 13. Juli freigesprochen.
Im Rahmen der Verhaftungen bzw. Haftbefehle konnten sieben weitere Personen nicht gefasst werden, teils weil sie schon seit Jahren in Deutschland lebten, teils weil sie sich der Verhaftung entzogen hatten. Sie wurden daher in einem eigenen Gerichtsverfahren des Colmarer Schwurgerichts am 12. Juni 1928 in Abwesenheit verurteilt:
- Robert Ernst, Rechtsanwalt
- Karl Roos, Studienrat und Kommunalpolitiker
- René Caesar Ley
- Emil Pinck
- Pfarrer August Hirzel
- Josef Schmidtlin
- Eugen Zadok

Dabei wurden Zuchthaus-Strafen zwischen 10 und 20 Jahren ausgesprochen, teilweise vieljährige Aufenthaltsverbote verhängt, so bei Robert Ernst mit 20 Jahren Aufenthaltsverbot. Weiterhin wurden ihnen die bürgerlichen Ehrenrechte aberkannt.

### Besançon 1929
Der in Abwesenheit verurteile Karl Roos stellte sich am 10. November 1928 in Straßburg der Staatsanwaltschaft. Der nachfolgende, neu aufgerollte Gerichtsprozess gegen ihn, die Anklage lautete nach wie vor auf „Komplott gegen die Staatssicherheit“, wurde aus dem Elsass ins fast benachbarte Département Doubs nach Besançon verlegt, um einen ruhigeren Verlauf zu ermöglichen. Das Schwurgericht tagte vom 10. – 22. Juni, das Urteil gewährte Freispruch für Roos.

## Belege
1. ↑  Karl-Heinz Rothenberger: Die elsass-lothringische Heimat- und Autonomiebewegung. Peter Lang, Frankfurt 1975. S. 137–138
2. ↑  Elsaß-Lothringische Mitteilungen. Gesamtband 1928. Elsaß-Lothringischer Hilfsbund-Verlag, Berlin. S. 20.
3. ↑  Elsaß-Lothringische Mitteilungen. Gesamtband 1928. Elsaß-Lothringischer Hilfsbund-Verlag, Berlin. S. 215–216.
4. ↑  Elsaß-Lothringische Mitteilungen. Gesamtband 1928. S. 228–229
5. ↑  Die Erklärung zur Photographie, die von der französischen Nationalbibliothek veröffentlicht wurde, ist wahrscheinlich nicht richtig. Sie führt 14 sichtbare Angeklagte an, 13 sind tatsächlich sichtbar. Weiterhin wird die Reihenfolge mit "de gauche à droite" angegeben, doch der Angeklagte Eugen Ricklin sitzt deutlich erkennbar ganz rechts, links daneben erkennbar Paul Schall. Die Reihenfolge geht also von rechts nach links, wie damals üblich und wie auf parallel veröffentlichten Photographien der Angeklagtenbank ebenso angegeben. Der Angeklagte Reisacher als 14. Person fehlt wohl auf dem Bild entgegen der Angabe der Nationalbibliothek, denn Reisacher ist auch auf den sehr ähnlichen, parallelen Photographien der Angeklagten-Bank im Buch des Colmarer Alsatia-Verlages zum Prozess nicht aufgeführt.
6. ↑  Rothenberger, "Die elsass-lothringische Heimat- und Autonomiebewegung", S. 159–167
7. ↑  Elsaß-Lothringische Mitteilungen. Gesamtband 1928. Elsaß-Lothringischer Hilfsbund-Verlag, Berlin. S. 10, S. 20, S. 89, S. 187–188, S. 235, S. 273, S. 474–478
8. ↑  Lothar Kettenacker: Nationalsozialistische Volkstumspolitik im Elsass. Deutsche Verlags-Anstalt, Stuttgart 1973. S. 19–20
9. ↑  Der Komplott-Prozess von Colmar. Verlag Alsatia, Colmar 1928. 4. Auflage
10. ↑  Elsaß-Lothringische Mitteilungen, Gesamtband 1928, S. 356
11. ↑  Elsaß-Lothringische Mitteilungen, Gesamtband 1928, S. 602, S. 610–611
12. ↑  Rothenberger, S. 171, S. 176